# Хесус Егігурен
Хесус Марія Епігурен Іматц (баск.Jesús Eguiguren нар.2 червня 1954) — баскський політик. голова Парламенту Країни Басків 1986-1990. Представник лівого націоналізму в Країні Басків

## Біографія
Народився 2 червня 1954 року в провінції Гіпускайя. З 1983 до 2012 депутат парламенту Країни Басків. З 1986 року до 1990 Голова Парламенту Країни Басків.
В 2002 році був ініціатором мирного процесу стосовно ЕТА.